# Des chiffres et des lettres
Des chiffres et des lettres (на српском Бројеви и слова) је француски телевизијски програм . Направио га је Арман Жамо и тестира вештину математике и речник двојице такмичара. То је једна од најдуговјечнијих играних емисија на свету.
Игра је дебитовала 1965. као Le mot le plus long (на српском Најдужа реч) користећи само слова, а садашњи формат је достигла 1972. године. Тренутно се емитује на Франс 3 након 39 година прво на Антен 2, а затим Франс 2 . Домаћини су од 1992. године били Лоран Ромејко, Ариел Булен-Прат и Бертран Ренар. Прве две речи за проверу које су предложили такмичари и Ренард пружају решења за проблеме са бројевима које такмичари не успевају да реше. Ренард је ангажован у емисији са 19 година, након што је победио као такмичар у 12 узастопних мечева.

## Правила
Два такмичара играју један против другог. Као што назив игре каже, она се заснива на две вештине: рачунању и писмености.
У телевизијској верзији постоје и „дуели“. Ово су проблеми са брзином за које само играч који први пружи тачан одговор добија бодове. Оба такмичара могу добити бодове у решавању осталих задатака. Коначно, ту је игра која се зове "спринт финале" где такмичари морају најбржи да реше две финалне рунде.
Победник меча је први играч који победи у две игре или играч који победи у првој утакмици са 50 поена или више.
Свака емисија је састављена од 16 задатака представљених у три целине. Први и други део се састоје од два задатка са словима и два задатка са бројевима који се играју наизменично и након којих следи дуел. Трећа рунда се састоји од два задатка са словима и два задатка са бројевима који се играју наизменично и након чега следи завршни спринт. Ако су играчи нерешени на крају програма, за прекид нерешеног резултата се користи питање зујалице.
Победници могу остати у емисији до 10 узастопних мечева.

### Рунда са бројевима
Циљ ове рунде је да се дође до изабраног броја (од 101 до 999) користећи четири основне аритметичке операције (+, -, ×, ÷) примењене на шест бројева изабраних насумично од следећих алтернатива: 1 до 10; 25; 50; 75; 100 (сваки број се извлачи из целог скупа, тако да се исти број може појавити више пута). Када се изабере ових шест бројева, генерише се троцифрени циљни број. Играчи имају 40 секунди да аритметички комбинују бројеве са циљем да произведу циљни број. Такмичари могу да користе сваки од шест првобитно одабраних бројева једном и резултат сваке операције која је извршена са њима једном – на пример, ако такмичар помножи 4 са 25 да би добио 100, он или она више не могу да користе 4 или 25, али може користити 100 у даљим прорачунима. Није обавезно користити све бројеве. Сви коришћени бројеви морају бити позитивни цели бројеви.

#### Пример
Дати бројеви:
8 4 4 6 8 9 
Циљни број:
594 
8 + 8 = 16
16 × 4 = 64
6 − 4 = 2
64 + 2 = 66
66 × 9 = 594
Или
8 × 8 = 64
64 − 4 = 60
60 + 6 = 66
66 × 9 = 594
Такмичари сигнализирају да су добили циљни број говорећи le compte est bon (на српском рачун је добар). Десет бодова се додељује сваком такмичару који тачно стигне до циљаног броја или, ако се број не може достићи (проверено компјутером), сваком такмичару који достигне најближи могући број. Ако ниједан такмичар не добије најбоље могуће решење, такмичар или такмичари са резултатом најближим циљном броју добијају по седам поена.

### Рунда са словима
У овом кругу, један такмичар се пита колико би самогласника желео да се користи у насумично генерисаном избору од 10 слова (сваки је изабран невидљив од свих могућих самогласника или сугласника). Одређена слова могу бити нацртана више пута. Игра је првобитно користила 7 слова, пре него што се стално повећавала на 8, а касније на 9 до 4. априла 2010. Такмичари су претходно бирали слова алтернативно тражећи самогласник или сугласник један по један.
Циљ је пронаћи најдужу реч користећи доступна слова. Играчи имају 30 секунди да проуче таблу и пронађу реч. Такмичар са најдужом речју добија један поен по слову; оба постижу резултат у случају нерешеног резултата (иста реч или речи једнаке дужине). Ако такмичар покуша са дужом речју која није у речницима програма, његова или њена реч се одбија, али његов или њен противник може постићи поене за њену дужину дајући краћу, валидну реч. На пример, ако такмичар произведе реч од девет слова која је одбијена, а његов или њен противник произведе прихватљиву реч која је краћа, противник добија девет поена. Ако су обе речи нетачне, нико не даје гол. Дијакритици се не рачунају.

#### Пример
- Са следећим словима:

Т Њ Н Е Д А М Е Т А 
Могу се добити речи мед, нада, Ана и надметање.
- Са следећим словима:

Р У Ј Е Т А Ц Е Њ И 
Могуће је добити речи иње, јутра, терца или терце, Јура, Јута и јутарњице.

### Дуели
Постоји неколико варијација одељка "дуел":
- класична верзија, која се састоји од проналажења две речи на исту тему након што је дато 10 слова, користећи свако слово једном и само једном,
- "једно у другом": са десет задатих слова пронађите реч од десет слова и другу реч, унутар првог; једна властита именица, друга заједничка именица,
- "тачан правопис": предложена је реч и победник је онај који први правилно напише ову реч,
- "ментална аритметика": играчи морају да заврше прорачун (на пример, 24 × (32 − 5 × (42 …)) у својим главама.

Прихвата се само један одговор, од првог играча који га да. Ако је одговор тачан, десет поена (првобитно пет поена) се додељује играчу који га даје. Ако је одговор нетачан, противник играча добија три бода.
Пре уобичајеног круга слова и бројева, игра се двобој, где победник добија „сусам“ или џокер, који се може користити у последњој бонус игри (уведена 2016.).

### Финални спринт
На крају утакмице такмичари играју „финални спринт“ где треба да реше два задатка. За разлику од осталих рунди током игре (осим дуела), ове су генерисане пре емисије и признају најмање једно савршено решење (било реч од 10 слова или број који се може наћи са 6 датих бројева) такмичари морају пронаћи што је брже могуће. Као иу дуелима, прихвата се само један одговор, од првог играча који га да. Ако је одговор тачан, играчу се додељује пет поена. Ако је одговор нетачан, противник играча добија три бода.
Сваки такмичар, почевши од оног са најмањим резултатом, бира са којом врстом проблема жели да се игра : бројеви или слова.

### Завршне речи
Ова рунда је представљена 2016. године заједно са новим сетом за емисију. Само победнички такмичар игра ову рунду, и они имају два минута да пронађу најдужу могућу реч у 8 различитих избора од 10 слова. За сваки избор је дата дужина најдуже речи. Сваки тачан одговор вреди 100 евра. Такмичар може проћи и прећи на следећу селекцију, а избори се понављају док не истекне време или док се не реши свих осам. Ако такмичар има џокера који је зарадио у уводном дуелу, може га позвати, а реч се аутоматски рачуна као тачан одговор.
Максимални могући добитак који такмичар може да оствари је 9.000 евра.

## Међународне верзије
Легенда:
  Тренутно се емитује
  Не емитује се
| Држава                       | Назив          | Водитељ(и)                                       | Емитер(и)                      | Почетак емитовања | Последња емисија |
| ---------------------------- | -------------- | ------------------------------------------------ | ------------------------------ | ----------------- | ---------------- |
| Србија                       | ТВ Слагалица   | Марија Вељковић Кристина Раденковић Милица Гацин | РТС 1                          | 22. новембар 1993 | данас се емитује |
| Југославија (данас Хрватска) | Бројке и слова | Иван Хетрих Ведрана Међиморец                    | ТВ Загреб (у оквиру ЈРТ мреже) | 1986              | 1991             |

### Југословенска верзија
Бројке и слова је назив југословенске верзије игре коју је продуцирао ТВ Загреб за емитовање на заједничкој југословенској мрежи ЈРТ. Емисија је користила српскохрватски језик и трајала је током 1980-их.
Сарајевска комедија Топ листа надреалиста је пародирала овај квиз.

### Српска верзија
ТВ Слагалица је назив српске верзије игре чији је продуцент РТС. Оно што се разликује од Бројки и слова је то што имају игре спојница, асоцијације (преузето из Квискотеке), Скочко итд.